# La Belle aux cheveux roux
Pour plus de détails, voir Fiche technique et Distribution.
La Belle aux cheveux roux (Red Hair) est un film muet américain réalisé par Clarence G. Badger, sorti en 1928.

## Synopsis
Une jeune fille à l'esprit libre a trois admirateurs d'âge moyen, chacun la voyant d'un point de vue complètement différent. À son insu, ils se trouvent également être les tuteurs d'un jeune homme riche qui l'attire.

## Fiche technique
- Titre : La Belle aux cheveux roux
- Titre original : Red Hair
- Réalisation : Clarence G. Badger
- Scénario : Agnes Brand Leahy d'après le roman The Vicissitudes of Evangeline d'Elinor Glyn
- Adaptation : Lloyd Corrigan, Percy Heath et Frederica Sagor Maas (non créditée)
- Intertitres : George Marion Jr.
- Producteurs : Clarence G. Badger, Louis D. Lighton et B. P. Schulberg
- Société de production : Paramount Famous Lasky Corporation
- Photographie : Alfred Gilks
- Montage : Doris Drought
- Pays de production : États-Unis
- Genre : Comédie
- Durée : 70 minutes (1 h 10)
- Format : Noir et blanc / Couleur (Technicolor) - 35 mm - 1,33:1 - Son : Mono (Western Electric Mirrophonic Recording)
- Date de sortie : 
  - États-Unis : 10 mars 1928

## Distribution
- Clara Bow : Bubbles McCoy
- Lane Chandler : Robert Lennon
- William Austin : Dr. Eustace Gill

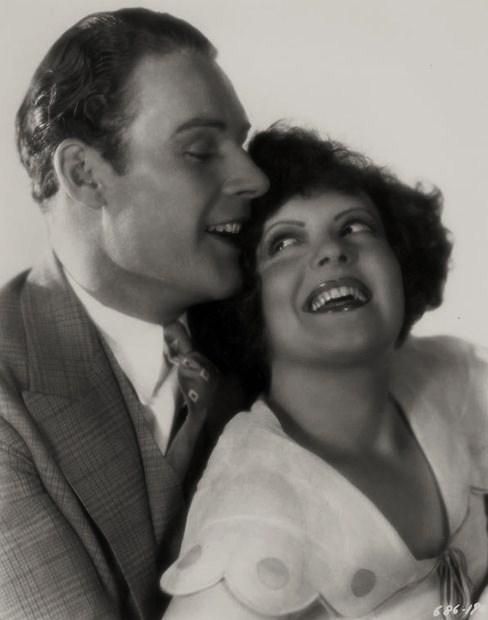
Lane Chandler et Clara Bow.

- Jacqueline Gadsden : Minnie Luther
- Lawrence Grant : Juge Rufus Lennon
- Claude King : Thomas L. Burke
- William Irving : Demmy
- Gary Cooper